# Peddiea
Peddiea là một chi thực vật thuộc họ Thymelaeaceae. Chi này có các loài sau (tuy nhiên danh sách này có thể chưa đủ):
- Peddiea kivuensis, Robyns